# Estación Reggio Calabria Centrale
La Estación de Regio de Calabria Central (en italiano: Stazione di Reggio Calabria Centrale) es la principal estación ferroviaria de la ciudad de Regio de Calabria, en Italia.
Es cabecera de las líneas Salerno-Regio de Calabria (Tirrenica Meridionale) y Tarento-Regio de Calabria (Jonica).

## Historia
La estación fue inaugurada el 3 de junio de 1866, como cabecera sureña de la primera parte de la línea Jónica hacia Catanzaro, Crotona, Síbari y Tarento. En 1881 se conectó con el puerto mediante un enlace entre las estaciones Reggio Lido y Reggio Marittima. La vía norteña hacia Villa San Giovanni, que conecta la estación con la línea Battipaglia-Regio de Calabria, fue completada en 1884. La línea Nápoles-Regio de Calabria fue electrificada en 1937.
La nueva estación se estrenó el 18 de abril de 1938, siendo proyectada por el arquitecto futurista Angiolo Mazzoni según los criterios del racionalismo italiano.

## Descripción
La estación se ubica cerca del paseo marítimo. Cuenta con una única planta, con grandes espacios caracterizados por una estructura simple, lineal e imponente, en el estilo típico de los edificios públicos de la Italia fascista. Los revestimientos son principalmente de piedra de lava oscura. En el salón principal, que da a la plaza dedicada a Giuseppe Garibaldi, se encuentra un bajorrelieve de cerámica que representa el espejismo de la Fata Morgana, un fenómeno óptico visible a menudo desde la costa y muy presente en las leyendas e iconografía de la ciudad.